# Marcos Carámbula
Marcos Gustavo Carámbula Volpi (Las Piedras, 23 de diciembre de 1947) es un médico neumólogo y político uruguayo. Se desempeñó como intendente del departamento de Canelones en el periodo 2005-2010, reelecto para el periodo 2010-2015. Fue elegido Senador de la República para el periodo 2015-2020.

## Biografía
Hijo de Felisberto Carámbula, batllista y masón, y de María Delia Volpi, de religión católica. Es primo segundo del humorista Berugo Carámbula. Su militancia en el Partido Socialista del Uruguay empezó antes de graduarse como Doctor en Medicina. En 1968 fue miembro del Comité Ejecutivo de la Asociación de Estudiantes de Medicina. En 1973, poco antes del golpe de Estado, fue expulsado del Partido Socialista, junto con otros cinco dirigentes, debido a integrar una corriente de opinión que proponía la fusión de este partido con el Partido Comunista (PCU). 
En noviembre de 1979, en pleno período dictatorial, fundó junto a su padre (que hizo un tránsito desde la lista 15 hacia el Partido Comunista), su hermano Gonzalo y los jesuitas Luis Pérez Aguirre y Juan Luis Segundo la revista La Plaza, publicación que duró 4 años, ya que fue clausurada en 1982. 
Carámbula se terminó de recibir de Doctor en Medicina especializado en alergias y neumología, y presidió la Comisión Intergremial Médica.
Luego de la dictadura cívico-militar integró la dirección del Partido Comunista, y fue elegido diputado por Canelones en 1984 y también en 1989. Paralelamente a su actividad parlamentaria, cumplió el rol de secretario (1985- 1987) y presidente (2003-2005) del Sindicato Médico del Uruguay. También fue presidente del Club Atlético Juventud de Las Piedras.
En 1992, abandona el Partido Comunista, en el marco de una grave crisis en la cual también renunció la mayoría de su dirección, y pasó a integrar, junto con otros exintegrantes de este partido, el sector denominado Confluencia Frenteamplista (Confa).
En las elecciones presidenciales del 2004, donde salió electo Tabaré Vázquez, Carámbula se abstuvo de la vida política y se dedicó pura y exclusivamente a su cargo de Presidente del Sindicato Médico del Uruguay. Posteriormente Carámbula se postuló como uno de los candidatos del Frente Amplio a las elecciones municipales del año 2005, en las que el partido logró el 60 % de los votos. Asumió la conducción departamental el 7 de julio de 2005, sustituyendo a su antecesor Tabaré Hackenbruch y se desempeñó en el cargo hasta el año 2015, siendo reelecto en el 2010.

### Gestión Municipal (2005 - 2010)

#### Equipo de gobierno
| Dirección General                                                         | Nombre                  | Período     |
| ------------------------------------------------------------------------- | ----------------------- | ----------- |
| Dirección General de Administración                                       | Daniel Muñoz            | 2005 - 2009 |
| Dirección General de Administración                                       | Cristina González       | 2009 - 2010 |
| Dirección General de Comunicaciones                                       | Martín Lees             | 2005 - 2009 |
| Dirección General de Comunicaciones                                       | Orlando Muñoz           | 2009 - 2010 |
| Dirección General de Contralor Sanitario                                  | Mario Ancel             | 2005 - 2010 |
| Dirección General de Cultura                                              | Jorge Repetto           | 2005 - 2008 |
| Dirección General de Cultura                                              | Alfredo Fernández Sande | 2008 - 2010 |
| Dirección General de Desarrollo Productivo                                | Luis Aldabe Dini        | 2005 - 2010 |
| Dirección General de Desarrollo Social                                    | Gabriela Garrido        | 2005 - 2010 |
| Dirección General de Recursos Financieros                                 | Hugo Pose               | 2005 - 2010 |
| Dirección General de Gestión Ambiental                                    | Mario Pareja            | 2005 - 2006 |
| Dirección General de Gestión Ambiental                                    | Leonardo Herou          | 2006 - 2010 |
| Dirección General Jurídico Notarial                                       | Natalia Carbajal        | 2007 - 2010 |
| Dirección General de Obras                                                | Juan Tons               | 2005 - 2008 |
| Dirección General de Obras                                                | Nicolás Vilaró          | 2008 - 2010 |
| Dirección General de Planificación Territorial y Acondicionamiento Urbano | Andrés Ridao            | 2005 - 2010 |
| Dirección General de Tránsito y Transporte                                | Marcelo Fernández       | 2005 - 2010 |

#### Aprobación de su gestión
Una encuesta publicada en noviembre de 2008, establece que a tres años de haber asumido el gobierno municipal, el 59% de los encuestados consideraba que Carámbula tuvo una buena gestión al frente de la Intendencia. Este porcentaje es similar al obtenido en junio de 2006, y asimismo es cercano al nivel de apoyo que recibió su partido político en las elecciones municipales de mayo de 2005 donde el Frente Amplio obtuvo el 61% de los votos emitidos. Hacia el final de su gestión, en septiembre de 2009, se conoció otra encuesta que muestra que el 50% de los canarios aprobaba su gestión al frente de la Intendencia, mientras que un 29% la desaprobaba.

### Precandidatura presidencial

#### Congreso "Zelmar Michelini"
El Congreso Extraordinario "Zelmar Michelini", llevado a cabo los días 13 y 14 de diciembre de 2008, además de resolver el programa de gobierno de cara a un nuevo período, proclamó a José Mujica como el candidato oficial del Frente Amplio para presentarse a las elecciones internas del año 2009, al tiempo que habilitó a Danilo Astori, Daniel Martínez, Marcos Carámbula y Enrique Rubio para participar en esta misma instancia en igualdad de condiciones.

#### Tercer Polo
En enero de 2009, junto a Daniel Martínez y Eduardo Rubio comenzó los contactos políticos con la finalidad de generar un llamado "Tercer Polo" que ofreciera a los electores frenteamplistas otra opción además de Astori o Mujica. Luego de las decisiones de Rubio, y posteriormente de Martínez, de no presentarse a las internas, la responsabilidad de representar al bloque quedó finalmente en manos de Carámbula, el cual ratificó formalmente su decisión de ser precandidato el 9 de febrero de 2009. Su presentación a estos comicios fue respaldada por la Vertiente Artiguista, y la Corriente Popular de Carlos Pita. 
Finalmente el candidato a la presidencia por el Encuentro Progresista-Frente Amplio-Nueva Mayoría fue el senador José Mujica.
Se pensó en Carámbula para conformar el ejecutivo que salió victorioso en las elecciones de noviembre de 2009 con un 54,95 % de los votos conformada principalmente por Mujica-Astori para la presidencia y la vicepresidencia, pero declinó la oferta para intentar candidatearse a Intendente de Canelones para el período 2010-2015; cargo para el que finalmente resultó elegido.

### Candidatura municipal
El viernes 12 de febrero, luego de haber renunciado como Intendente de Canelones, Marcos Carámbula fue proclamado por unanimidad por el Plenario Departamental y por la Convención Departamental del Frente Amplio. Su candidatura fue acompañada por Yamandú Orsi, Gabriela Garrido, Julio Capote y Mario López Assandri como sus suplentes.

### Gestión Municipal (2010 - 2015)

#### Equipo de gobierno
| Dirección General                                                         | Nombre            | Período     |
| ------------------------------------------------------------------------- | ----------------- | ----------- |
| Dirección General de Administración                                       | Javier Rodríguez  | 2010 - 2015 |
| Dirección General de Desarrollo Social                                    | Gabriela Garrido  | 2010 - 2015 |
| Dirección General de Planificación Territorial y Acondicionamiento Urbano | Andrés Ridao      | 2010 - 2015 |
| Dirección General de Obras                                                | Ana Inés González | 2010 - 2015 |
| Dirección General de Gestión Ambiental                                    | Carlos Pose       | 2010 - 2015 |
| Dirección General de Tránsito y Transporte                                | Gustavo Silva     | 2010 - 2015 |
| Dirección General de Recursos Financieros                                 | Mario Mariño      | 2010 - 2015 |
| Dirección General de Cultura                                              | Nora Rodríguez    | 2010 - 2015 |
| Dirección General de Desarrollo Productivo                                | Luis Aldabe       | 2010 - 2015 |